# Liste der Stadien in Gambia
Die Liste der Stadien in Gambia ist eine noch unvollständige Auflistung von Sportarenen in dem westafrikanischen Staat Gambia.
Außer dem Independence Stadium gibt es eine Reihe weiterer Fußballfelder, auf denen Spiele der GFA League First Division und tieferer Ligen ausgetragen werden, diese genügen aber nicht internationalen Ansprüchen nach der Fédération Internationale de Football Association (FIFA).

## Auflistung
Die Liste ist alphabetisch nach Ort sortiert
| Stadion                                | Ort               | Koordinate                       | Bemerkung                                                            |
| -------------------------------------- | ----------------- | -------------------------------- | -------------------------------------------------------------------- |
| Independence Stadium                   | Bakau             | 13° 28′ 7″ N, 16° 40′ 39″ W      | Das Nationalstadion in Gambia.                                       |
| Bakau Mini-stadium                     | Bakau             | 13° 28′ 10″ N, 16° 40′ 34″ W     | Seitenfeld des Independence Stadium.                                 |
| Box Bar Stadium                        | Banjul            | 13° 27′ 23″ N, 16° 34′ 54″ W     | An der Box Bar Road, neben der King Fahad Mosque.                    |
| KG V Stadium                           | Banjul            | 13° 26′ 45,8″ N, 16° 34′ 32,6″ W | King George V Memorial Park.                                         |
| GSSS Stadium                           | Banjul            | 13° 27′ 33″ N, 16° 35′ 1,3″ W    | An der Gambia Senior Secondary School.                               |
| Box Bar Mini Stadium                   | Brikama           | 13° 16′ 31,7″ N, 16° 38′ 59,9″ W | Erstes Stadion mit künstlichem Rasen in Gambia.                      |
| MSSS Football Field                    | Brikama           | ?                                | An der Mahaad Senior Secondary School.                               |
| Brikama Ba Mini Stadium                | Brikama Ba        | 13° 31′ 53″ N, 14° 55′ 13,5″ W   |                                                                      |
| Farafenni Mini Stadium                 | Farafenni         | 13° 34′ 7,3″ N, 15° 35′ 21,7″ W  |                                                                      |
| Alhagi Gabbi Sosseh Mini-Stadium       | Kerr Mama         | 13° 25′ 18,6″ N, 16° 21′ 23,5″ W |                                                                      |
| Sanna Jatta’s Memorial Mini Stadium    | Lamin             | 13° 23′ 17,2″ N, 16° 38′ 20,9″ W |                                                                      |
| Kololi Mini Stadium                    | Serekunda, Kololi | 13° 26′ 36,4″ N, 16° 43′ 10,9″ W |                                                                      |
| The Father Joseph Gough Sports Complex | Serekunda, Kotu   | 13° 26′ 32,4″ N, 16° 42′ 17,3″ W |                                                                      |
| Serekunda East Mini-stadium            | Serekunda         | 13° 25′ 8″ N, 16° 40′ 30,5″ W    |                                                                      |
| Serekunda West Mini-stadium            | Serekunda         | 13° 26′ 50″ N, 16° 40′ 41,1″ W   | Im Zentrum der Stadtteile Dippa Kunda, Manjai Kunda und Latri Kunda. |
| Dembadu Mini Stadium                   | Sukuta            | 13° 25′ 16,7″ N, 16° 42′ 37,8″ W |                                                                      |